# 凯尔·马瑟
凯尔·亚历山大·马瑟（英語：Keir Alexander Mather，/kɪər ˈmeɪðər/，1998年—）是英国工党政治家，在2023年的補選中當選塞爾比和安斯蒂選區國會議員，填補此前保守党原國會议员奈傑爾·亞當斯辞职所出現的空缺。马瑟当选时年仅25岁，成为下議院最年輕的在任議員。

## 早年生活和教育
凯尔·亚历山大·马瑟在1998年出生於赫爾河畔京士頓，其名得自工党创始人凯尔·哈第。马瑟的童年在东约克郡的布拉夫度过。截至2023年9月，他的母亲吉尔·坦巴罗斯（Jill Tambaros；本姓戈尔丁）是一名代课老师，而他的父亲米克·马瑟（Mick Mather）除了是一名看護以外，也是一名工党积极分子。马瑟曾加入英國青年國會，並在赫尔創立了青年工党团体。他曾“短暫”就讀過一所私立預備學校，此後先後就讀過包括位於梅尔顿的南亨斯利学校等公立学校。他的母亲在2023年接受採訪時曾回忆马瑟在学生時期已对政治感兴趣：“他16岁时，我曾把他帶到赫尔的每位议员的办公室，......他说‘我要向他们作自我介绍’。我對於他如此坚定地要去见所有这些议员的態度感到很有趣”。
他在牛津大学修讀本科與硕士学位，先以历史和政治学首名的成绩在瓦德漢學院本科毕业，然后在大学学院获得公共政策碩士學位（MPP）。马瑟在牛津大学的政治导师保罗·马丁（Paul Martin）表示，马瑟对新工黨尤感兴趣，並对其主要人物“有终生的兴趣”。马瑟一心想成为国会议员，並為此以政治领导学者的身份，經由一個“向有意竞选公职的英国和爱尔兰共和国申请人开放”的计划，在牛津大学布拉瓦特尼克政府學院修讀另一公共政策碩士學位。他在牛津大学就读期间被任命为牛津大學辯論社的研究主管，同时也是牛津大學工黨學會的联席主席。在牛津大学就讀時，马瑟亦曾担任《泰晤士报》记者、前保守党议员马修·帕里斯的研究员。

## 進入國會前的職涯
马瑟在进入國會前曾在英國工業總會担任公共事务顾问18个月，並在2019年至2020年間担任工党议员魏斯·斯特里廷的國會研究员。

## 國會經歷

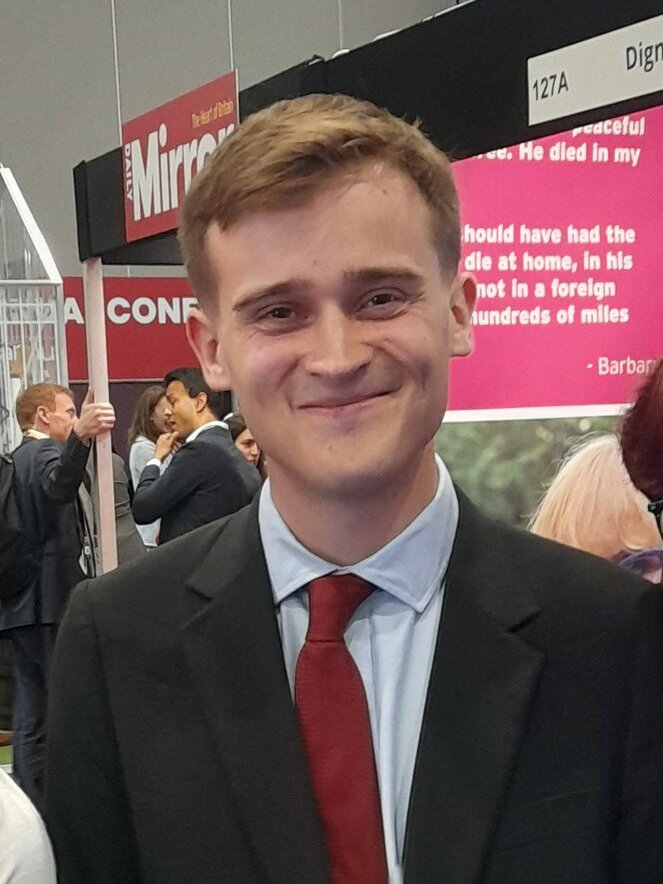
2023年工黨大會上的马瑟

马瑟在2023年7月20日举行的北约克郡補選中赢得塞尔比和安斯蒂的席位，填補此前保守党原國會议员奈傑爾·亞當斯辞职所出現的空缺。亚当斯此前在2019年大选中以20,137票的多数票當選該席位，故是次補選也成為工党有史以來在补选中推翻的最大的多數票票数，也是自1994年達德利西補選以来工党补选候选人贏得的最大鐘擺。
马瑟当选时年仅25岁，並由此接替出生於1996年的纳迪亚·惠托姆成為下議院最年輕的在任議員（俗稱“议院宝贝”）。退伍軍人事務國務大臣麥忠義在马瑟当选后表示國會“绝不能成为《中间人》（以青少年学童为主角的电视节目）的翻版”，此話被认为是对马瑟年龄的貶損，然而麥忠義否认。麥忠義的言论遭包括工党领袖施紀賢在內的工党政治人物批评。《衛報》的新聞報導則指出，曾任首相的威廉·格萊斯頓和温斯顿·丘吉尔分别在22岁和25岁时成为國會议员。
马瑟在2023年9月5日暑期休會结束后宣誓就任国会议员。他在同月接受英國廣播公司新聞部和《新闻界》采访时表示，他作为议员的首要任务是為受生活成本危机影响的人提供支持，而其他优先事项包括解决特殊教育供应不足、农村犯罪、反社會行為、國民保健署服务表现不佳、公共交通服務不足與支持小企业等问题。马瑟在2023年10月16日在关于幼儿保育的辩论中发表了他在國會的首次演講。

## 政治观点
马瑟在2016年英國去留歐盟公投中投票支持英國留在欧洲联盟。然而，他不支持脫歐後的英國重新加入欧盟或就去留歐盟问题举行二次公投。
2023年，马瑟對工党领袖施紀賢维持最多僅為無業家長的首兩名子女提供福利的政策的觀點表示支持，並补充道：“我认为工黨掌权时将从保守党继承绝对的经济混乱，而工黨在掌權後將須作出极為艱難的决定，而我支持工党政府这样做。”
马瑟就性別認同有过“女人就像我的妈妈或我的继姐妹，生来就是女人。但有极少数人觉得自己生来的性别是错误的，而他们应该得到尊重和關懷”的言論。2018年，在牛津联盟的一场辩论中，马瑟据称因吉曼·基爾声称跨性别女性不是女性而称其为“可憎的恐跨者”。马瑟还表示，基爾对跨性别女性作出了“不人性和彻头彻尾危险的评论”。马瑟在上任国会议员後曾被问及是否想在2023年撤回對基爾的言论，他回應道：“我所说的都记录在案。我真的强烈不同意她对这个議題的看法和態度。”

## 个人生活
马瑟是男同性恋者。他是赫尔金斯顿流浪橄榄球隊的球迷。